# Fondation Arp

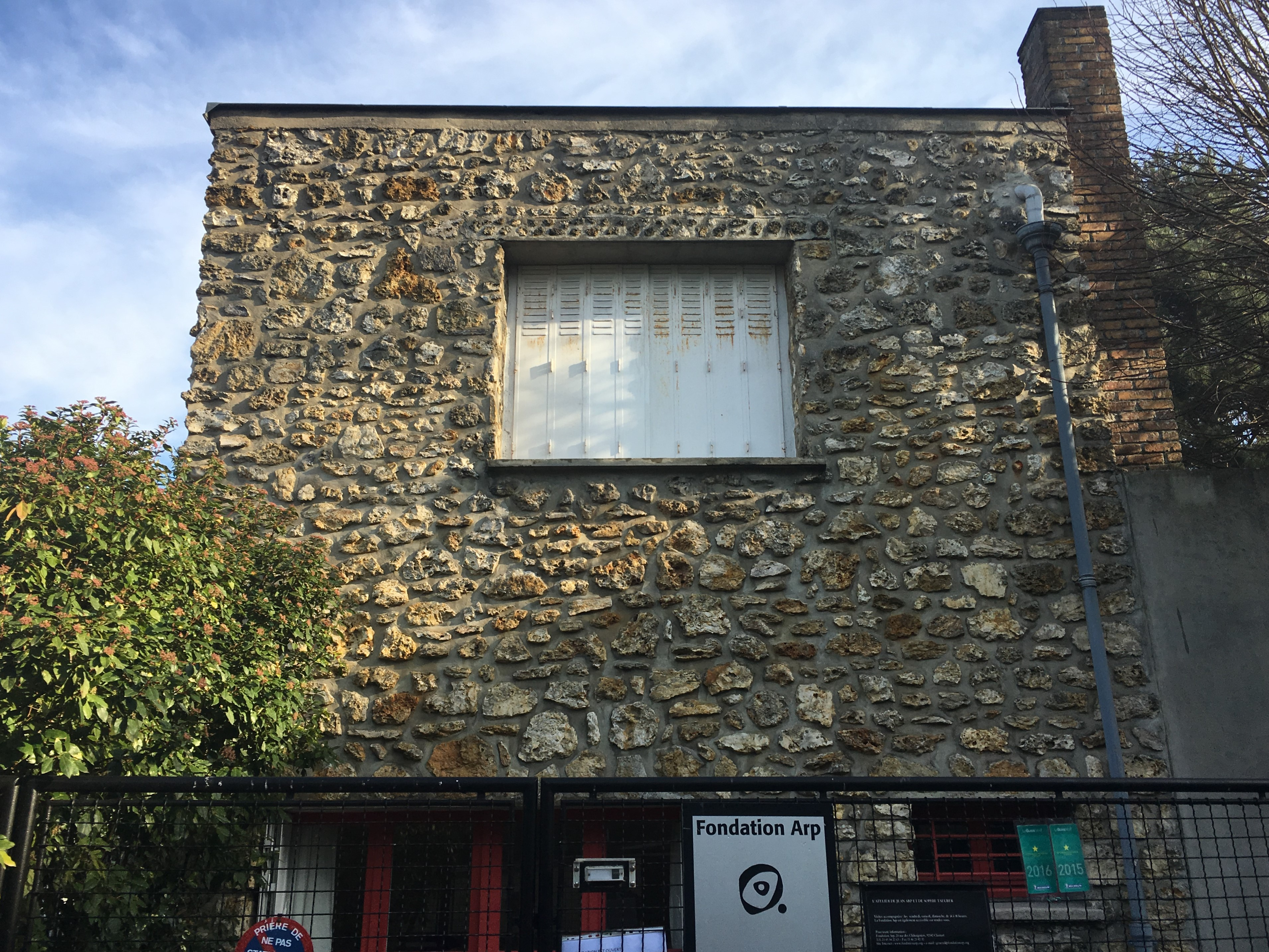
Façade du bâtiment de la fondation Arp à Clamart

La fondation Arp est une création de Marguerite Hagenbach, deuxième épouse de Jean Arp, reconnue d'utilité publique en 1979. Elle gère la maison atelier datant de 1927, abritant les œuvres des artistes Jean Arp et Sophie Taeuber à Clamart, à l'orée de la forêt de Meudon.
Ce musée est aussi un centre d’information sur les deux artistes, ouvert aux chercheurs, aux historiens d’art et à tous les professionnels du marché de l’art.
La Fondation Arp a obtenu le label « Musée de France » par arrêté du 9 mars 2004 pris en application de la loi musée du 4 janvier 2002.